# IKKS
 (septembre 2017).
IKKS est une marque française de prêt-à-porter fondée en 1987 par Gérard Le Goff à La Séguinière. La marque fait partie du Groupe Zannier durant plusieurs années avant d'être cédée en juillet 2015 au fonds White Knight de LBO France.
C'est l'un des premiers acteurs français du prêt-à-porter moyen/haut de gamme avec une diffusion variée : magasin, corners et revendeurs multi-marques.

## Historique
En 1987, Gérard Le Goff lance une ligne de vêtements pour enfants et adolescents (styliste Sonia Provost), qui ressemblent aux codes de l'adulte avec des couleurs plus sombres.
Les premières apparitions d'IKKS se faisaient dans les grandes surfaces.
- 1990 : Premières ventes d'usines dans un hangar en face de l'ancien siège social à La Séguinière (petite commune proche de Cholet). Elles servaient à écouler les fins de saisons et les produits défectueux.
- 1993-1994 : Ouverture de la première boutique à Angers.
- 1999 : sept ans après le lancement de sa ligne IKKS Junior, la marque lance une collection de vêtement pour femme : IKKS Women
- 2000 : La marque rejoint le groupe Zannier. Créé en 1962 par Roger Zannier, ce groupe se positionne essentiellement sur le marché de la mode enfantine moyenne-haute gamme. Cette acquisition premettra à IKKS de développer des licences dans divers domaines tels que les chaussures, les parfums, la bagagerie. C'est à cette période que Roger Zannier confie IKKS à Pierre André Cauche, directeur de la société en 2011.
- 2002 : Ouverture du premier magasin IKKS Women
- 2003 : IKKS lance sa ligne de vêtement pour homme : IKKS Men
- 2005 : IKKS crée la ligne I.CODE by IKKS : une ligne de vêtement destinée aux femmes
- 2007 : IKKS Junior ouvre un concept store sur les Champs-Élysées à Paris.
- 2010 : Campagne de publicité avec Vincent Perez et Virginie Ledoyen[4].
- 2011 : Création d'une ligne de lingerie et annonce du lancement de la ligne Pure Edition[5] pour l'été 2012, ainsi qu'une collection de sacs.
- 2012 : Les nouvelles images publicitaires sont Nadéah[6] chanteuse australienne parisienne d'adoption, pour la ligne femme et Blackfeet Revolution, jeune groupe de rock parisien pour l’homme ainsi que le groupe de rock rennais LYS.
- 2015: Reprise par LBO France[2].
- 2025 : fermeture des 77 magasins Ikks en France. En cause, l'effet Covid-19, l'impact de la guerre en Ukraine où la marque est présente, l'inflation, la hausse des coûts de l'énergie, la baisse du pouvoir d'achat, la concurrence du prêt-à-porter d'occasion[7],[8].

## Nom
Gérard Le Goff souhaitait initialement dénommer sa marque « X ». Ce nom se trouvant être déplacé pour des vêtements à l’origine destinés aux enfants, le créateur a choisi l’appellation IKKS, qui se prononce en réalité « X ».

## Marques
Ikks a déposé les marques : Ikks, Ikks Final Touch, Ikks Pure Edition, Ikks Urban Lab, Ikks Believe You Ikks Paris et Kk Ikks.

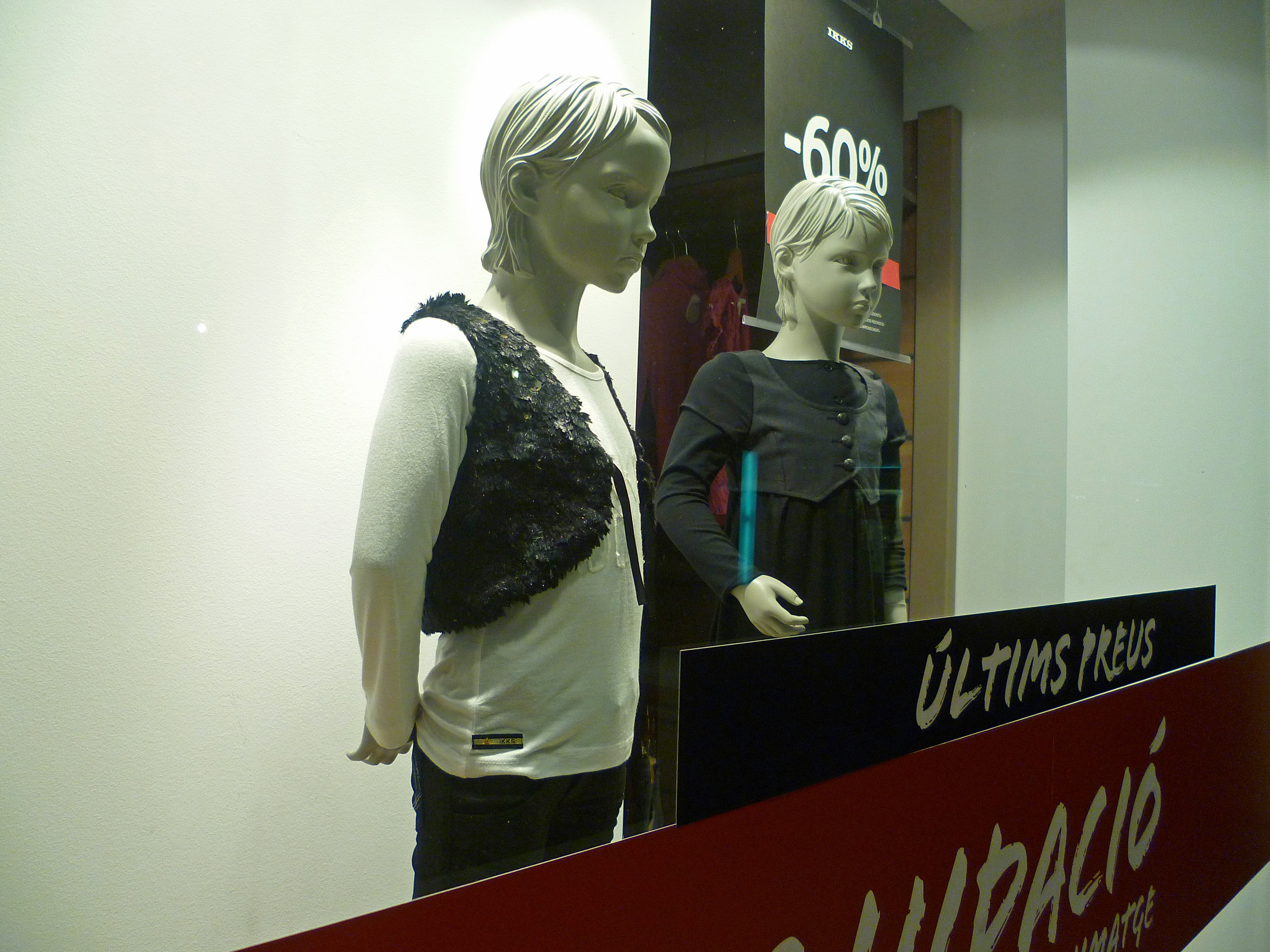
Boutique IKKS à Gérone (Catalogne)